# Margeride

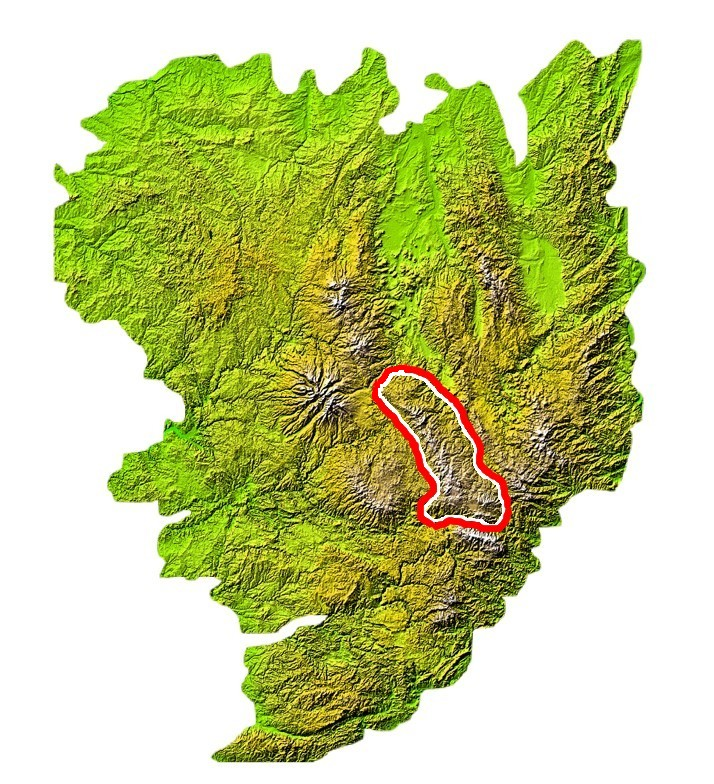
Lage der Margeride im Zentralmassiv

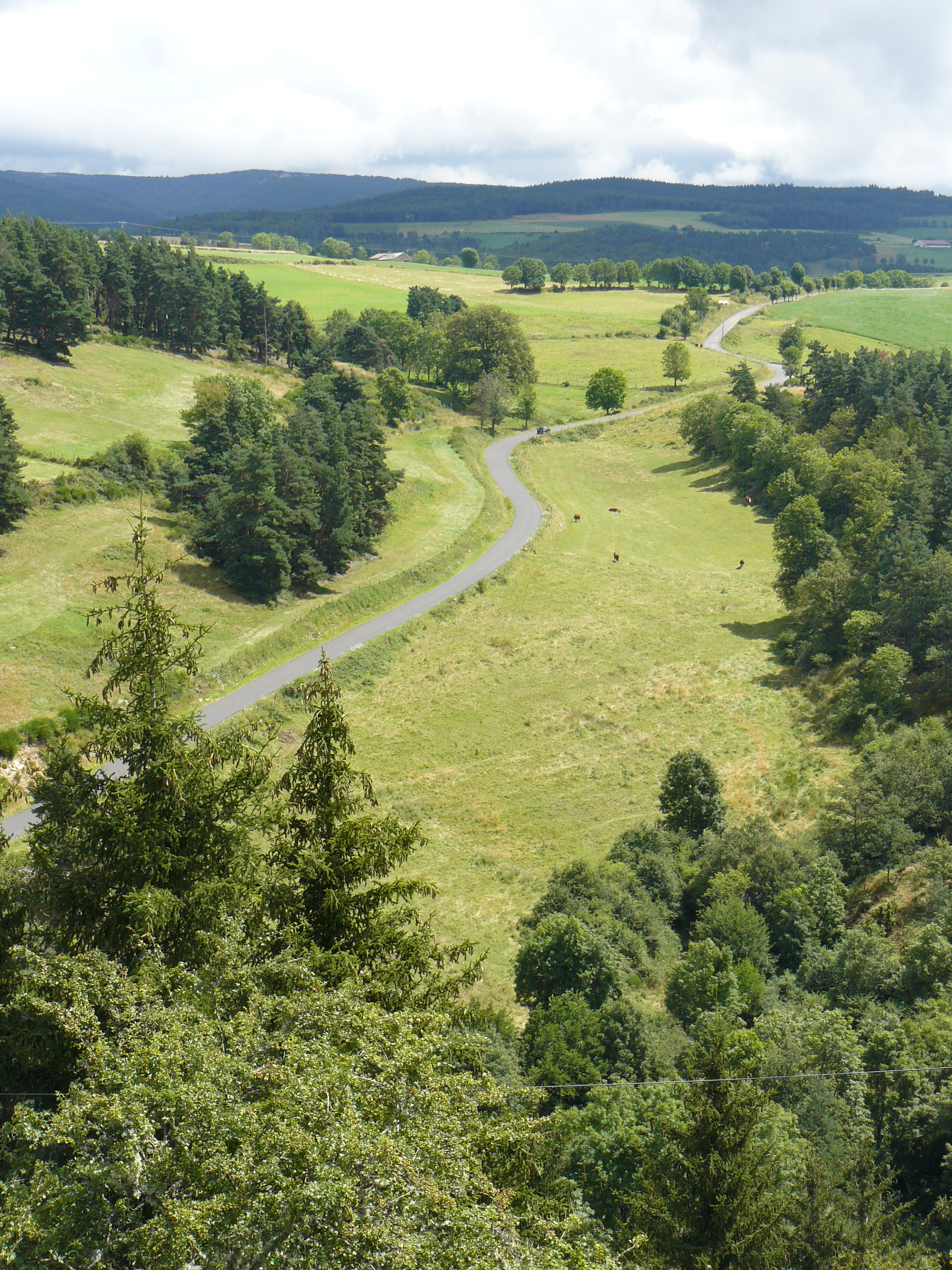
Margeride bei Ruynes-en-Margeride, Département Cantal

Die Margeride ist eine stark bewaldete Granit-Landschaft im französischen Zentralmassiv.
Ihr Relief entstand im Laufe der Frühzeit. Sie gehörte früher zur Grafschaft Gévaudan und ist neben Wäldern auch von ausgedehnten Weideflächen und Heidelandschaften geprägt. Die Hochflächen sind von großen Granitblöcken übersät.

## Geographie

### Lage
Die Margeride erstreckt sich über die Départements Cantal, Haute-Loire und Lozère in den Regionen Auvergne-Rhône-Alpes und Okzitanien.

### Gewässer
Drei Flüsse grenzen die Margeride ein, im Westen die Truyère, im Süden der Lot und im Osten der Allier.
In den 1920er/1930er Jahren wurde der Stausee Lac de Charpal und in den 1970ern der künstliche Lac de Naussac angelegt.

### Erhebungen
Die durchschnittliche Höhe der Margeride beträgt 1250 Meter, höchster Berg ist der 1551 m hohe Signal de Randon.
Weitere Erhebungen (Auswahl)
- Truc de Fortunio (1550)
- Moure de la Gardille (1503)
- Mont Mouchet (1497)
- Montagne du Goulet (1497)
- Roc de Fenestre (1489)
- Puech David (1487)
- Mont Chauvet (1486)
- Truc de la Garde (1486)
- Peyre Plantade (1486)
- Truc du Chapelat (1448)
- Ranc de la Licheyre (1447)
- Serre Haut (1431)
- Montgrand (1417)
- Truc de Randon (1402)
- Timoneire (1401)
- Ranc de Blonde (1399)
- Le Bessal (1397)
- Puech Pauliac (1394)
- Truc de Montchabrier (1392)